# Thomas Chaanhing
Thomas Chaanhing (født 2. januar 1976) er en dansk skuespiller
Thomas Chaanhing er er uddannet ved Malmø Musical Academy i 2001. Gennem årene har han medvirket i flere internationale film og TV serier. Har desuden uddannet sig i Ivana Chubbuck teknikken.
Han blev kendt i Sverige fra TV serien 30 grader i februari i rollen som Chan. Serien vandt Kristiallen for bedste TV drama 2012. I Danmark er han mest kendt fra filmen Far til fire - på japansk i rollen som Hr.Tanaka.
Han er gift med den svenske skuespiller Sara Kennedy.

## Filmografi
- Tatort (2019)
- Soundtrack (2017)
- Backgammon (2015)
- Bora Bora (2011)
- Far til fire - på japansk  (2010)
- Kærlighed på film  (2007)
- Bang Bang Orangutang (2005)
- Hitman: Contracts (2004)
- Den gode strømer (2004)
- De vildfarne (2016)

### TV-serier
- Strangers / White Dragon (2018)
- Marco Polo (2016)
- Chimerica (2019)
- 30 grader i februari (2012)
- Livvagterne (2010) afsnit 19 og 20
- Teatret ved Ringvejen (2007) afsnit 1
- Den turkiske detektiven
- Beck. Som Kasper Aalbæk i "Et nyt liv", Sæson 8, episode 1, (2023)